# John Watson
John Marshall Watson (Belfast, Sjeverna Irska, 4. svibnja 1946.) bio je britanski vozač automobilskih utrka.
Utrke u kategoriji Formula 1 je započeo voziti 1972. za momčad Goldie Hexagon Racing koja se natjecala u Victory Race prvenstvu koje se nije bodovalo za Formulu 1 a voženo je na stazi Brands Hatch.
U Formuli 1 debitirao je 1973. U 12 sezona, pobijedio je 5 puta, te ostvario 20 podija, 5 najbržih krugova i 2 najbolje startne pozicije. 1982. s McLarenom je konkurirao za naslov do posljednje utrke. Na kraju je zaostao 5 bodova za prvakom Kekeom Rosbergom. Watson i danas drži rekord kao vozač koji je pobijedio s najniže startne pozicije. Dogodilo se to na Long Beachu na VN SAD-a 1983., kada je došao do pobjede s 22. mjesta na startu. 
Nakon umirovljenja radio je kao televizijski komentator, a od 1990. do 1996. kao komentator utrka Formule 1. Watson je prvi vozač koji je 1990. testirao za momčad Jordan. 7 puta je nastupao na utrci 24 sata Le Mansa.

## Karijera u Formuli 1
1973. Brabham, 2 utrke, 0 bodova
1974. Brabham1, 6 bodova, 15. mjesto
1975. Surtees, Lotus, Penske, 0 bodova
1976. Penske, 20 bodova, 7. mjesto (pobjeda na VN Austrije)
1977. Brabham, 9 bodova, 13. mjesto
1978. Brabham, 25 bodova, 6. mjesto
1979. McLaren, 15 bodova, 9. mjesto
1980. McLaren, 6 bodova, 11. mjesto
1981. McLaren, 27 bodova, 6. mjesto (pobjeda na VN Velike Britanije)
1982. McLaren, 39 bodova, 3. mjesto (pobjede na VN Belgije i VN SAD-a )
1983. McLaren, 22 boda, 6. mjesto (pobjeda na VN SAD-a)
1985. McLaren, 1 utrka, mijenjao Nikija Laudu
- ^  Watson je 1974. nastupao za momčad Goldie Hexagon Racing, koja je koristila Brabhamovu šasiju kroz cijelu sezonu.

## Vanjske poveznice
- John Watson na racing-reference.com
- John Watson F1 statistika na statsf1.com